# Баленок Сергій Володимирович
Сергій Володимирович Баленок (біл. Сяргей Уладзіміравіч Балянок; нар. 31 травня 1954, с. Боярка, Київська область) — білоруський графік, художник та ілюстратор.

## Біографія
У 1976—1980 роках навчався в Українському поліграфічному інституті імені Івана Федорова у Юрія Чаришнікова. Після закінчення навчання переїхав до Мінська. Служив в армії. У 1987 році закінчив Творчі академічні майстерні Академії мистецтв СРСР.
З 1980 по 1995 роки працював художнім редактором у мінських видавництвах, ілюстрував книги, оформляв збірки фантастики. З 1986 по 1992 роки — головний художній редактор видавництва «Ерідан» (Мінськ). 1993 — головний художній редактор видавництва «Білорусь» (Мінськ). З 1993 по 1995 роки директор приватного видавництва «Balenok & Co». З 1995 року — вільний художник. З 2011 року обіймає посаду старшого наукового співробітника виставкового відділу Національного центру сучасних мистецтв Республіки Білорусь.
Член Спілки художників БРСР та Білоруського союзу художників (1988-2004). Учасник виставок з 1976 року: персональні у 1987, 2004, 2006, 2010, 2011, 2012, 2014, 2015, 2017, 2018, 2019 роках (Мінськ); в 1992 році — Гданськ (Польща); в 1995 році — Ейндховен (Нідерланди); в 1998 році — Копенгаген (Данія); у 2017 році — Рівне-на-Корошкем (Словенія).

## Творчість
Працює в книжковій та станковій графіці (переважно в техніці офорту), станкового живопису. Його твори прикрашали книги Айзека Азімова, Рея Бредбері, Роберта Шеклі, Курта Воннеґута. За винятком прикраси видань Жюля Верна, не працює на замовлення.
На думку художника, мистецтво не повинно банально репродукувати навколишній світ, його завдання — творити нові світи. У нього виходить зображати емоції, настрої, відчуття, почуття будь-якої нормальної людини.
Твори знаходяться в Національному художньому музеї Республіки Білорусь, Музеї сучасного образотворчого мистецтва, музеї графіки міста Вінтертур (Швейцарія), художніх музеях міст: Полоцьк, Нью-Брансуєк (США), Ріміні (Італія), Краків (Польща), Дйор (Угорщина), Ейндховена (Нідерланди), Мюнхена (Німеччина), а також у приватних білоруських (Олександр Іванов) та закордонних колекціях.

## Критика
Твори художника «захоплюють як високою естетичністю, так і легкою іронією звичайних, але побачених у незвичайному ракурсі образів», — запрошувала зайти на виставку художника у 2017 році газета «Новы Час».
«Роботи Баленка відмінні філософічності, і, попри „чорно-білий“ стиль, наповнені яскравим світлом переживань, глибоких роздумів автора», — повідомляло Радіо «Рація» від вражень від виставки художника у Художній галереї Полоцька у 2016 році.
Аліса Михайлова в репортажі телеканалу «Білорусь 1» з чергової виставки Баленка наголосила, що у роботах художника органічно присутні риси абстракції, сюрреалізму та реалізму. Арткритикиня Лариса Фінкельштейн у 2014 році визначила мальовничі твори художника як «дуже несподівані та ліричні, в яких присутній вільний рух кольору». Білоруська мистецтвознавиця Наталя Шарангович на відкритті персональної виставки, присвяченої 60-річчю гравюриста, похвалила його словами: «Це справді чудовий художник. Я багато років знайома з його творчістю, і він для мене завжди непередбачуваний».
«Автор має рідкісну для сучасного творця якість — вміння дивувати», — оцінювала творчість Каміла Янушкевич на сторінках журналу «Мастацтва» за підсумками виставки художника у 2014 році.
Андрій Адамович спостерігав у роботах нотки апокаліпсису. Мистецтвознавиця Олеся Романюк назвала твори Сергія Баленка «найпохмурішими з-поміж усіх бачених, бо вони показують якийсь згубний паралельний світ, в існування якого вірити не хочеться, навіть якщо він плід фантазій автора».

## Особисте життя
Одружений, має двох дітей.